# فرانسوا ماركيه
فرانسوا ماركيه هو لاعب كرة قدم بلجيكي في مركز الوسط، ولد في 17 أبريل 1995 في تو ‏ في بلجيكا. شارك مع منتخب بلجيكا تحت 17 سنة لكرة القدم ومنتخب بلجيكا تحت 19 سنة لكرة القدم. أما مع النوادي، فقد لعب مع أوستينده ورويال إكسل موسكرون وستاندارد لييج وفاسلاند بيفيرين ونادي آيندهوفن ويونيفرسيتاتيا كرايوفا.

## وصلات خارجية
- فرانسوا ماركيه على موقع الاتحاد الأوربي (الإنجليزية)
- فرانسوا ماركيه على موقع الاتحاد البلجيكي (الإنجليزية)
- فرانسوا ماركيه على موقع قاعدة بيانات كرة القدم.إي يو (الإنجليزية)
- فرانسوا ماركيه على موقع Soccerway.com (الإنجليزية)
- فرانسوا ماركيه على موقع AS.com (الإسبانية)